# VFDM réseau basque

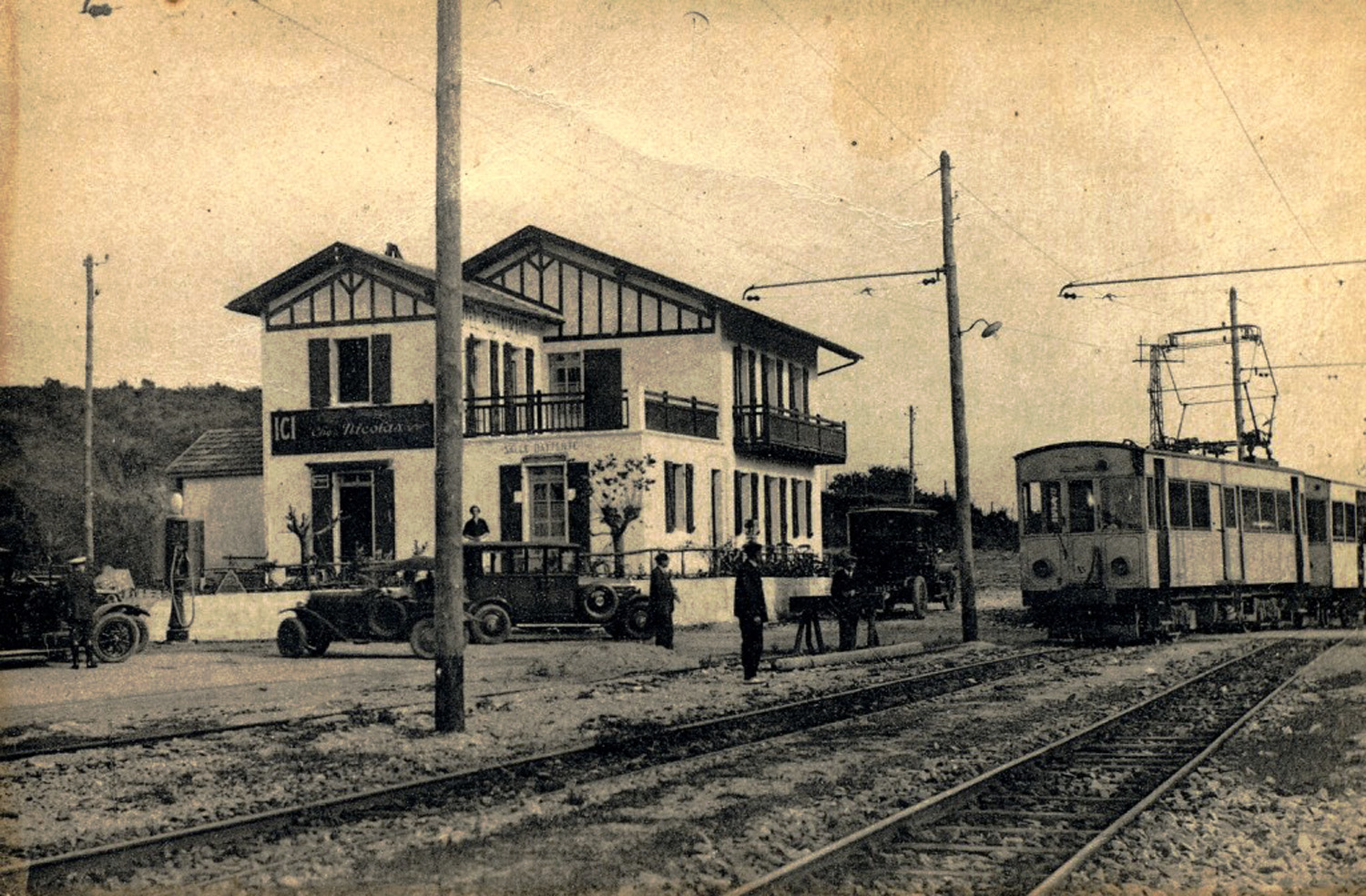
Un train des VFDM à Saint-Ignace sur la ligne de Sare.

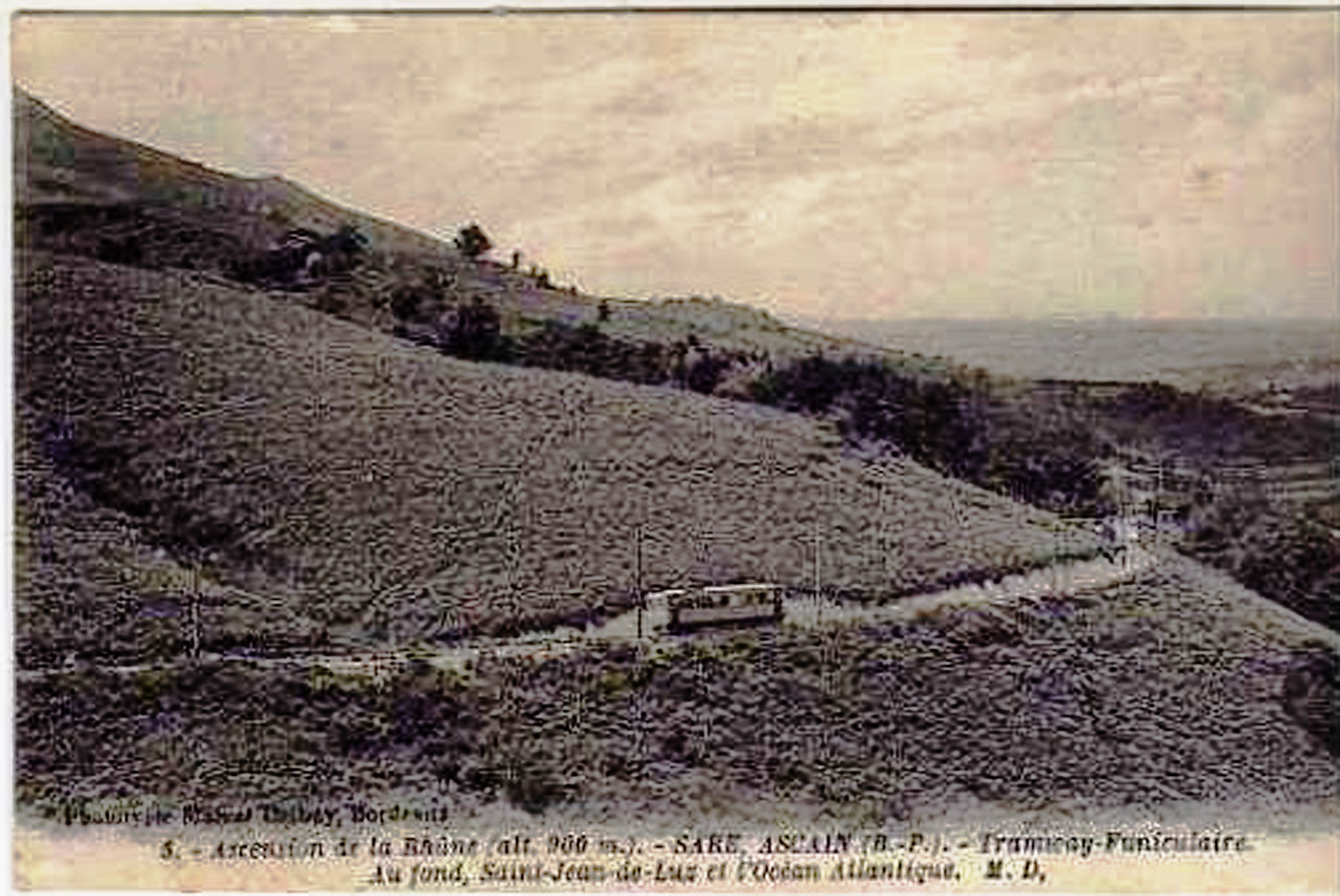
une automotrice en direction de Sare

Le réseau basque de la compagnie des Voies Ferrées Départementales du Midi est un réseau de chemins de fer d'intérêt local et de tramways créé en 1916 pour desservir le Pays basque dans le département des Pyrénées-Atlantiques. Il a fonctionné entre 1916 et 1949.
Il résulte de la concession par la loi du 13 juillet 1912 des lignes de chemin de fer d'intérêt local de Saint-Jean-de-Luz à Peyrehorade, avec embranchement d’Ascain à Sare, et de Saint-Palais à Saint-Jean-Pied-de-Port, avec embranchement sur Mendive, ainsi que de la ligne de chemin de fer à crémaillère de la Rhune ; et par le décret du même jour, de la ligne de tramway de Bayonne à Hendaye ; par la loi du 26 avril 1924, la compagnie reprit également la concession du réseau de tramway d'Hendaye, ouvert plusieurs années auparavant.
Toutes les lignes sont construites  à voie métrique et électrifiées, excepté la ligne de Saint-Jean-Pied-de-Port à Mendive.

## Les lignes

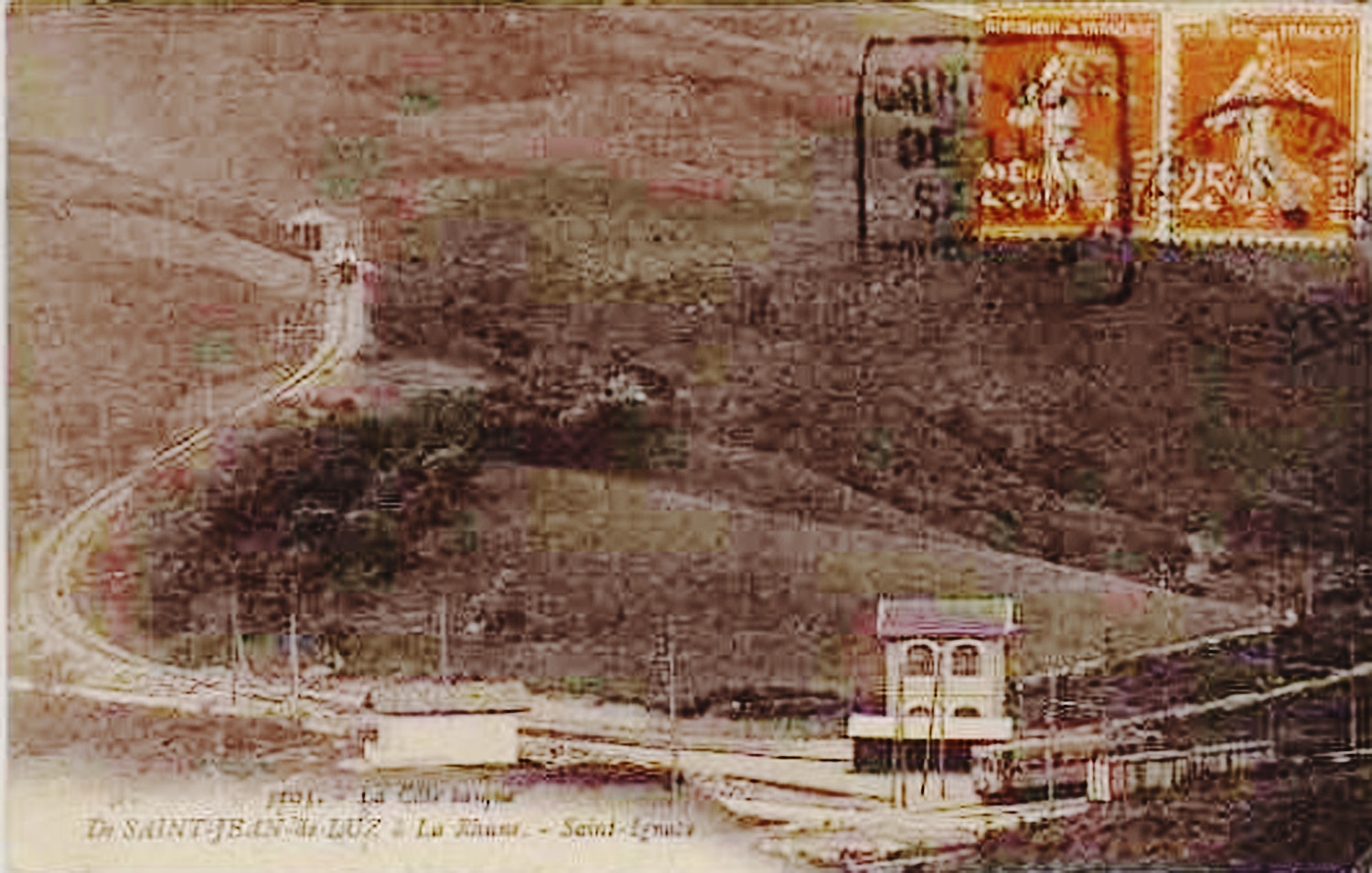
Un train au col de Saint Ignace

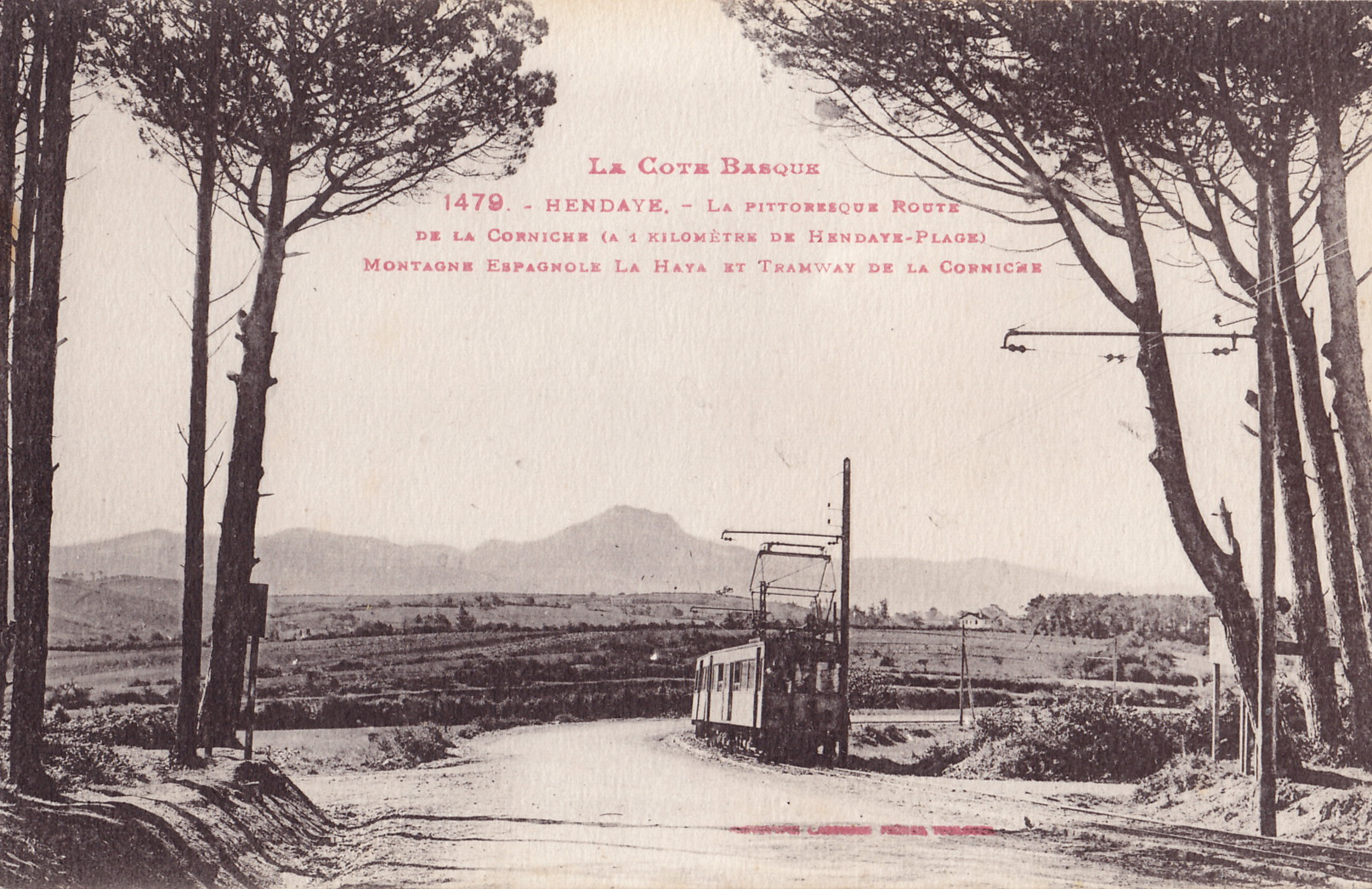
Tramway sur la route de la Corniche, près d'Hendaye (ligne Biarritz - Hendaye).

- Bayonne - La Barre - Biarritz:(9 km), ouverture en 1916 et 1919[4]  - fermeture en 1948 ;
- Biarritz - Saint-Jean-de-Luz - Hendaye (Midi) : (26 km), ouverture en 1924-25, fermeture en 1935 ;
- Saint-Jean-de-Luz  -  Sare : (15 km), ouverture en  1924, fermeture en 1936;
- Ceinture de Biarritz : (4 km), ouverture en 1927, fermeture en 1936 ;

À ces lignes s'ajoutaient 
- le réseau des   tramways d'Hendaye : (4 km), ouverture en 1906, fermeture en 1937 ;
- le chemin de fer de la Rhune : (4 km), ouverture en 1924,
- Saint-Jean-Pied-de-Port - Mendive : (8 km), (ligne isolée), ouverture en 1927, fermeture en 1936 ; exploitée pour le trafic des marchandises uniquement par un entrepreneur privé et non électrifiée.

## Matériel roulant
Automotrices électriques
- EABe 1 à 9, à 2 essieux, livrées de 1914 à 1919, puissance: 2 x 67cv
- EABye 101 à 109, à bogies, livrées de 1922 à 1924, puissance: 4 x 67cv
- EABye 121 à 123, à bogies, livrées en 1925, puissance: 4 x 67cv
- EABye 201, à bogies, livrée en 1925, puissance: 4 x 67cv
- ZABye 1 à 6, à bogies, livrées en 1932, puissance: 4 x 75cv

Voitures à voyageurs
- AB e 1 à 18, à 2 essieux, livrées en 1925
- AB e 19 à 20, à 2 essieux, livrées en 1920
- BD e 51 à 65, à 2 essieux, livrées en 1925
- By e 1 à 6, à bogies, livrées en 1932[5]